# Caffrogobius dubius
Caffrogobius dubius je paprskoploutvá ryba z čeledi hlaváčovití (Gobiidae).
Druh byl popsán roku 1959 ichtyologem Jamesem Leonardem Brierleym Smithem.

## Popis a výskyt
Maximální délka ryby je 2,8 cm.
Tělo protáhlé, válcovité, vzadu stlačené. Hlava lehce stlačená. Bezbarvá ryba s černou skvrnou nad prsní ploutví.
Byla nalezena ve vodách západního Indického oceánu z oblasti Seychel. Obývá mělké vody.